# La rivolta ideale
La rivolta ideale (1908) è l'ultima opera dello scrittore Alfredo Oriani.
Di stampo marcatamente nietzschiano, auspica l'avvento sulla scena politica nazionale di una personalità carismatica, capace di risollevare i destini della patria; al contempo afferma la necessità di creare uno Stato capace di esercitare un controllo stringente sulla vita dei propri cittadini. L'importanza dell'opera di Oriani va ricercata nell'influenza che essa esercitò sugli ambienti intellettuali nel periodo della prima guerra mondiale.
In particolare ottenne il consenso entusiastico del gruppo intellettuale legato al giornale La Voce (Papini, Prezzolini, etc.); lo stesso Gobetti ne venne colpito.
L'opera, ed in generale la figura stessa di Oriani, diventeranno un punto di riferimento culturale degli intellettuali fascisti, tra i quali è possibile annoverare Berto Ricci e Romano Bilenchi. Mussolini in persona considerava Oriani come un profeta della patria, come un anticipatore del fascismo, un esaltatore delle energie italiane. Il titolo dell'opera verrà poi ripreso da un giornale fascista, La rivolta ideale appunto, fondato nel 1925.

## Edizioni
- Alfredo Oriani, La rivolta ideale, R. Ricciardi, Napoli 1908
- Id. La rivolta ideale, A. Gherardi, Bologna 1912
- Id. La rivolta ideale, G. Laterza, Bari 1918
- Id. 13: La rivolta ideale, prefazione di Benito Mussolini, L. Cappelli, Bologna 1924 (Fa parte di: Opera omnia di Alfredo Oriani)
- Alfredo Oriani: i tempi e la vita. L'opera: caratteri fondamentali ed importanza. La rivolta ideale, La rivendicazione, a cura di Andrea Gustarelli, A. Vallardi, Milano 1936
- Alfredo Oriani, La rivolta ideale, Euromeeting italiana [etc.], Milano 2003
- Id. La rivolta ideale, prefazione di Lorenzo Ornaghi, Aragno, Torino 2015
- Id. La rivolta ideale, a cura di Renato Besana, Oaks, Milano 2019